# Skrzyszów (gemeente)
De gemeente Skrzyszów is een landgemeente in het Poolse woiwodschap Klein-Polen, in powiat Tarnowski.
De zetel van de gemeente is in Skrzyszów.
Op 30 juni 2004 telde de gemeente 12 884 inwoners.

## Oppervlakte gegevens
In 2002 bedroeg de totale oppervlakte van gemeente Skrzyszów 86,23 km², waarvan:
- agrarisch gebied: 75%
- bossen: 15%

De gemeente beslaat 6,09% van de totale oppervlakte van de powiat.

## Demografie
Stand op 30 juni 2004:
| Omschrijving                   | Totaal | Totaal | Vrouwen | Vrouwen | Mannen | Mannen |
| ------------------------------ | ------ | ------ | ------- | ------- | ------ | ------ |
| eenheid                        | aantal | %      | aantal  | %       | aantal | %      |
| inwoners                       | 12 884 | 100    | 6488    | 50,4    | 6396   | 49,6   |
| bevolkingsdichtheid (inw./km²) | 149,4  | 149,4  | 75,2    | 75,2    | 74,2   | 74,2   |

In 2002 bedroeg het gemiddelde inkomen per inwoner 1330,4 zł.

## Administratieve plaatsen (sołectwo)
Ładna, Łękawica, Pogórska Wola, Skrzyszów, Szynwałd.

## Aangrenzende gemeenten
Czarna, Pilzno, Ryglice, m. Tarnów, gmina Tarnów, Tuchów